# 皇家教堂 (都柏林)
皇家教堂（英語：Chapel Royal）是位於愛爾蘭共和國首都都柏林都柏林城堡內的一座愛爾蘭聖公會的教堂。這座教堂在其1814年成立開始至1922年愛爾蘭自由邦獨立為止是一座皇家教堂。現在教堂對公眾開放參觀。有時教堂也被用來作為電視劇的攝影場地。

## 外部連結

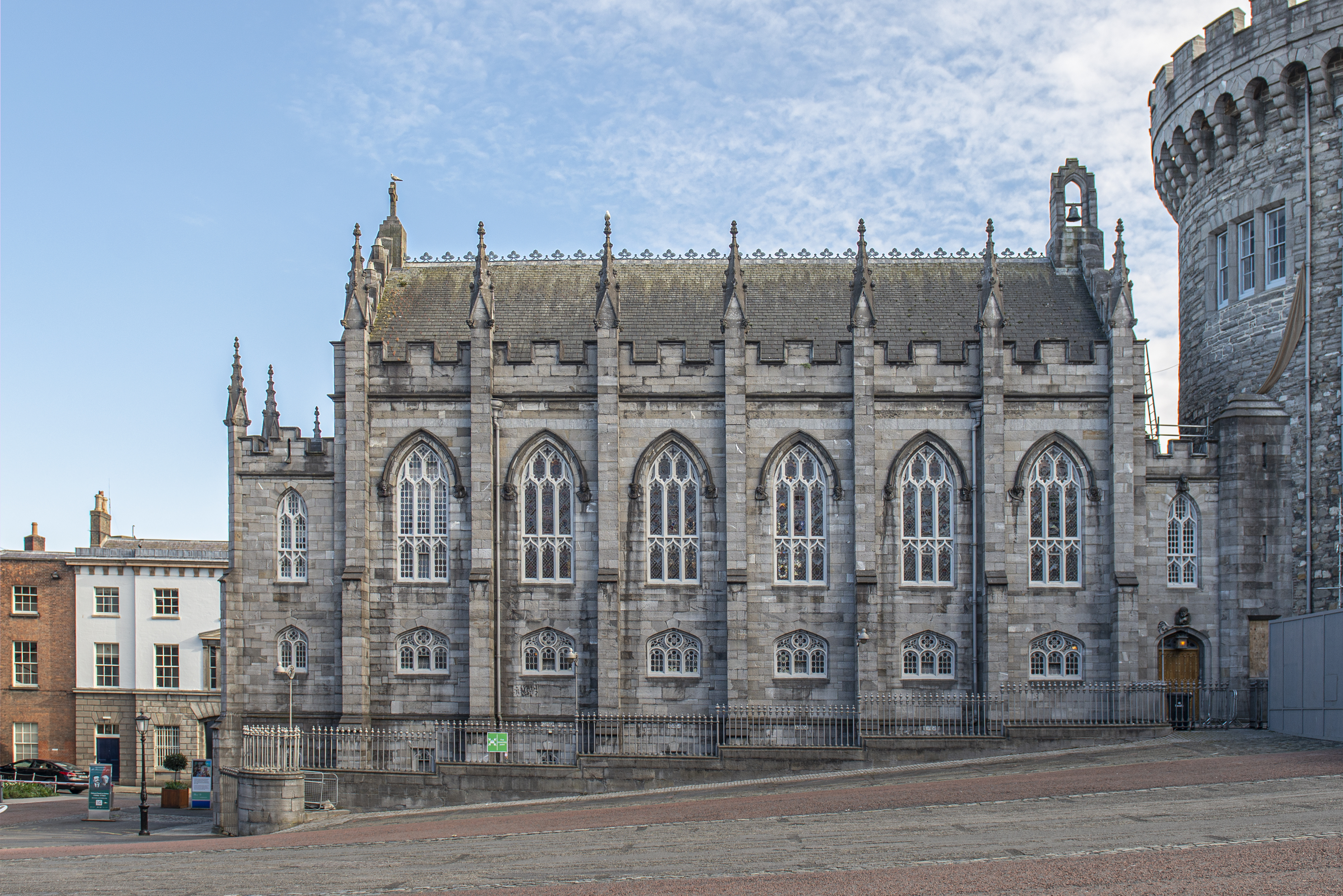

- Ireland.archiseek.com, entry on Chapel Royal (including pictures)

53°20′35″N 6°15′58″W / 53.343115°N 6.266107°W